# Aníbal Troncoso
Aníbal Troncoso (Bahía Blanca, 12 de agosto de 1913 - Buenos Aires, 27 de enero de 1965) fue un futbolista argentino que se desempeñaba como delantero. Jugador habilidoso y generoso asistidor, supo ser internacional con la Selección de fútbol de Argentina.

## Historia
Hábil en el manejo de la pelota, de gran shot y con gran sentido del fútbol asociado, llegó a constituirse en uno de los mejores interiores izquierdos de su época. 
Ricardo Lorenzo, reconocido escritor y periodista uruguayo, al hacer el inventario histórico de insiders izquierdos más capaces, lo destacó junto a Manuel Seoane, Roberto Cherro, Antonio Sastre, José Manuel Moreno, Rinaldo Martino y Ángel Labruna.
Proveniente de Puerto Comercial de Bahía Blanca, llegó a Talleres RE luego de una gira que realizara el albirrojo por aquella ciudad. En el equipo de Escalada jugó un total de 34 partidos y convirtió 18 tantos.
Pasó a Boca Juniors, y se desempeñó en varias posiciones de ataque. Fue parte del equipo que obtuvo el campeonato de Primera División de 1935. 
Arribó luego a Tigre, equipo en el que fue figura y compartió delantera, siempre en la máxima categoría, con otros grandes goleadores como Juan Andrés Marvezy, Raimundo Sandoval y Éibar Ríos. Logró marcar 74 goles en 170 partidos disputados, a lo largo de 5 temporadas. Además, jugando para Tigre, fue convocado para la Selección Argentina de Fútbol, en sendos amistosos frente a Paraguay, disputados en 1939. En ambos partidos reemplazó a Enrique García.

### Monumento en Ingeniero White
Por iniciativa de un grupo de asociados a fines de la década de 1960, que encabezó, entre otros, Luis Carbonara se realizó el monumento a Aníbal Troncoso, que contenía un cuadrangular nocturno, auspiciado por la Liga del Sur en el estadio de Olimpo de Bahía Blanca. 
Al monumento, montado en un podio inicialmente, se le agregó la figura de su compañero Iasías Romano, pareja izquierda futbolística y amigo inseparable de toda la vida.

## Trayectoria
| Club          | País      | Período   |
| ------------- | --------- | --------- |
| Talleres (RE) | Argentina | 1932-1935 |
| Boca Juniors  | Argentina | 1935-1937 |
| Tigre         | Argentina | 1937-1942 |

## Palmarés

### Campeonatos nacionales
| Título           | Club         | País      | Año  |
| ---------------- | ------------ | --------- | ---- |
| Primera División | Boca Juniors | Argentina | 1935 |

### Campeonatos internacionales no oficiales
| Título                  | Equipo              | Sede         | Año  |
| ----------------------- | ------------------- | ------------ | ---- |
| Copa Chevallier Boutell | Selección Argentina | Asunción     | 1939 |
| Copa Chevallier Boutell | Selección Argentina | Buenos Aires | 1940 |